# この国を、守り抜く。
「この国を、守り抜く。」（このくにを、まもりぬく。）は、2017年の第48回衆議院議員総選挙において、自由民主党がキャッチフレーズとして用いた用語。

## 概要
第48回衆議院議員総選挙のスローガンを「この国を、守り抜く。」にすることが9月30日の全国幹事長会議で決められた。
10月2日に発表し、記者会見を行う。未来に責任を持つ政策で、さらなるステージを目指す意味で作成された。
小沢一郎事務所公式Twitterは、自民党の政治は先進国だろうかと批判。これは「総理夫妻を、守り抜く」であるとした。